# Schneider (Indiana)
Schneider – miasto w Stanach Zjednoczonych, w stanie Indiana, w hrabstwie Lake.